# Kazimierz Suchecki
Kazimierz Zygmunt Suchecki (ur. 11 listopada 1880 w Kowarach, zm. 14 maja 1965 w Sieniawie) – polski leśnik.

## Życiorys
Syn Stanisława Sucheckiego i Emilii z Synowskich. W 1899 ukończył szkołę średnią w Krakowie, a następnie wyjechał do Leoben, gdzie studiował w akademii górniczej. Po roku przeniósł się do Wiednia, gdzie kontynuował naukę w akademii rolniczej, pomiędzy 1902 a 1903 złożył państwowe egzaminy z leśnictwa uzyskując tytuł inżyniera leśnictwa. Od 1903 pracował przy zabudowie strumieni, a po dwóch latach poświęcił się prowadzeniu gospodarstw leśnych. Po kilku latach został nadleśniczym lasów prywatnych w Sieniawie nad Sanem, prowadził racjonalną gospodarkę leśną, swoje wnioski i wyniki prowadzonych badań publikowani na łamach Sylwana. W 1928 został powołany do objęcia stanowiska zastępcy profesora w Katedrze Hodowli Lasu Politechniki Lwowskiej, dwa lata później uzyskał tytuł doktora nauk technicznych. W 1932 otrzymał mianowanie na profesora nadzwyczajnego, a sześć lat później profesora zwyczajnego. Po wybuchu II wojny światowej przedostał się do Krakowa, gdzie pracował w Stacji Badań Nasion Drzew Leśnych, równocześnie uczestniczył w tajnym nauczaniu na konspiracyjnym Wydziale Rolnym Uniwersytetu Jagiellońskiego. Natychmiast po zakończeniu działań wojennych zaangażował się w tworzenie Katedry Leśnictwa na Wydziale Rolnym Uniwersytetu Jagiellońskiego oraz stacji badawczej Instytutu Badawczego Lasów Państwowych. W sierpniu 1945 wyjechał do Poznania, gdzie kierował Katedrą Szczegółowej Hodowli Lasu na Wydziale Rolno-Leśnym tamtejszego Uniwersytetu, w latach 1947/1948 i 1949/1950 był dziekanem tego wydziału. Po powstaniu Wyższej Szkoły Rolniczej wykładał tam do przejścia w stan spoczynku w 1960. 
Był działaczem Stronnictwa Ludowego i Zjednoczonego Stronnictwa Ludowego.
Zmarł 14 maja 1965 w Sieniawie i tam został pochowany.

## Dorobek naukowy
Dorobek naukowy obejmuje ponad 50 prac, z których za najważniejsze uważa się Wykład nauki o siedlisku leśnym i Hodowla lasu i produkcja drzew w lesie oraz na glebach nieleśnych. Należał do Galicyjskiego Towarzystwa Leśnego oraz Małopolskiego Towarzystwa Leśnego, przez sześćdziesiąt lat był członkiem Polskiego Towarzystwa Leśnego, od 1949 był członkiem honorowym. W uznaniu zasług został odznaczony Krzyżem Kawalerskim Orderu Odrodzenia Polski. Był odznaczony także innymi odznaczeniami. Został patronem szkoły podstawowej we wsi Wylewa w gminie Sieniawa.